# Ulick Óg Burke
Ulick ou Uilleag Óg Burke (mort le 24 avril 1520) est le 8e seigneur de Clanricarde de 1519 à 1520.

## Contexte
Ulick/Uilleag Óg Burke est le fils de Ulick Fionn Burke, qui a été défait lors de la Bataille de Knockdoe en 1504. Il succède à son oncle Richard II Óg Burke le 31 août 1519 et n'est le chef de la Lignée des Burke de Clanricard Mac William Uachtar que pour moins d'une année avant d'avoir pour successeur son frère Richard Mór Burke.